# Geotop

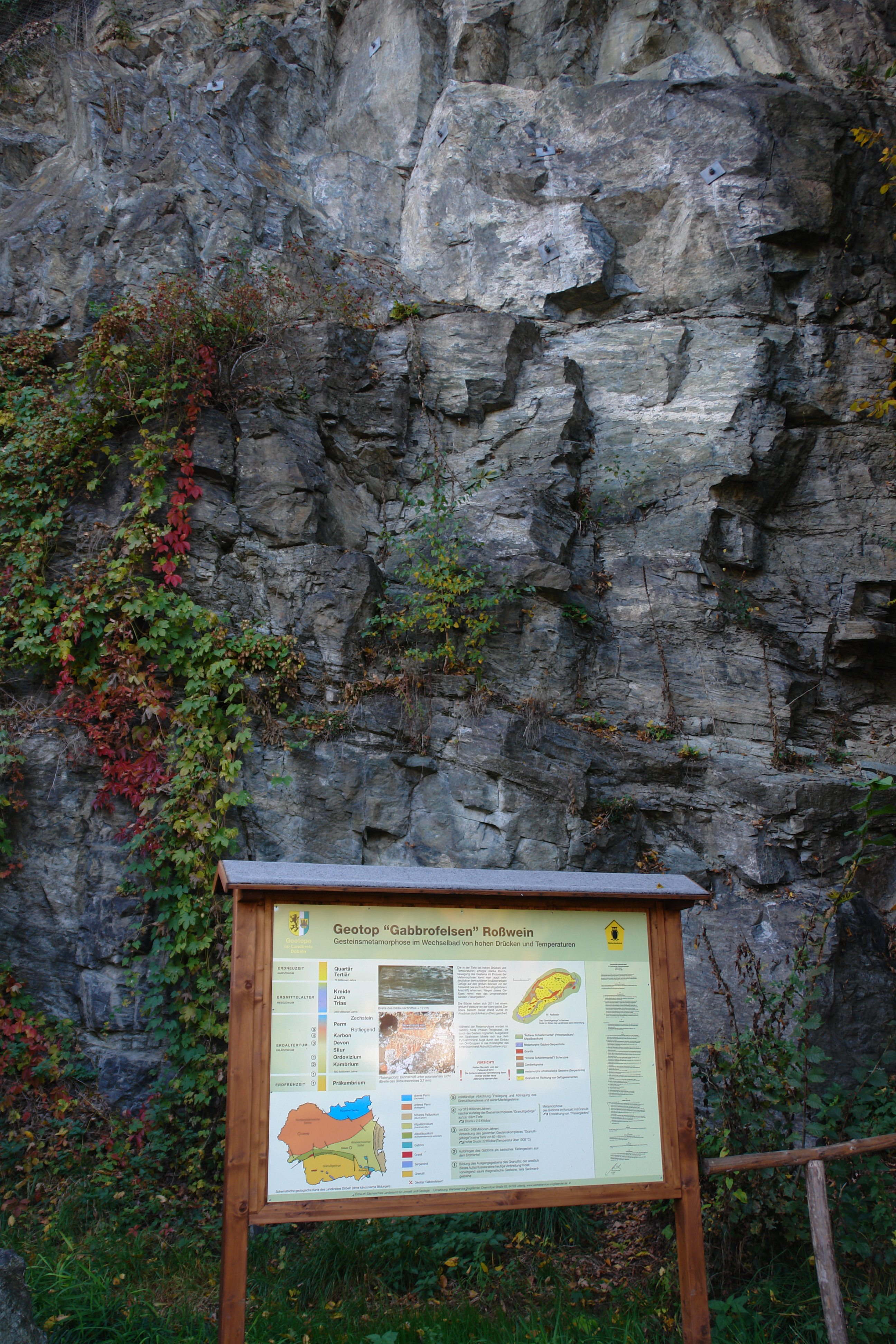
Geotop „Gabbrofelsen“ bei Rosswein (Sächsisches Granulitgebirge) mit Infotafel

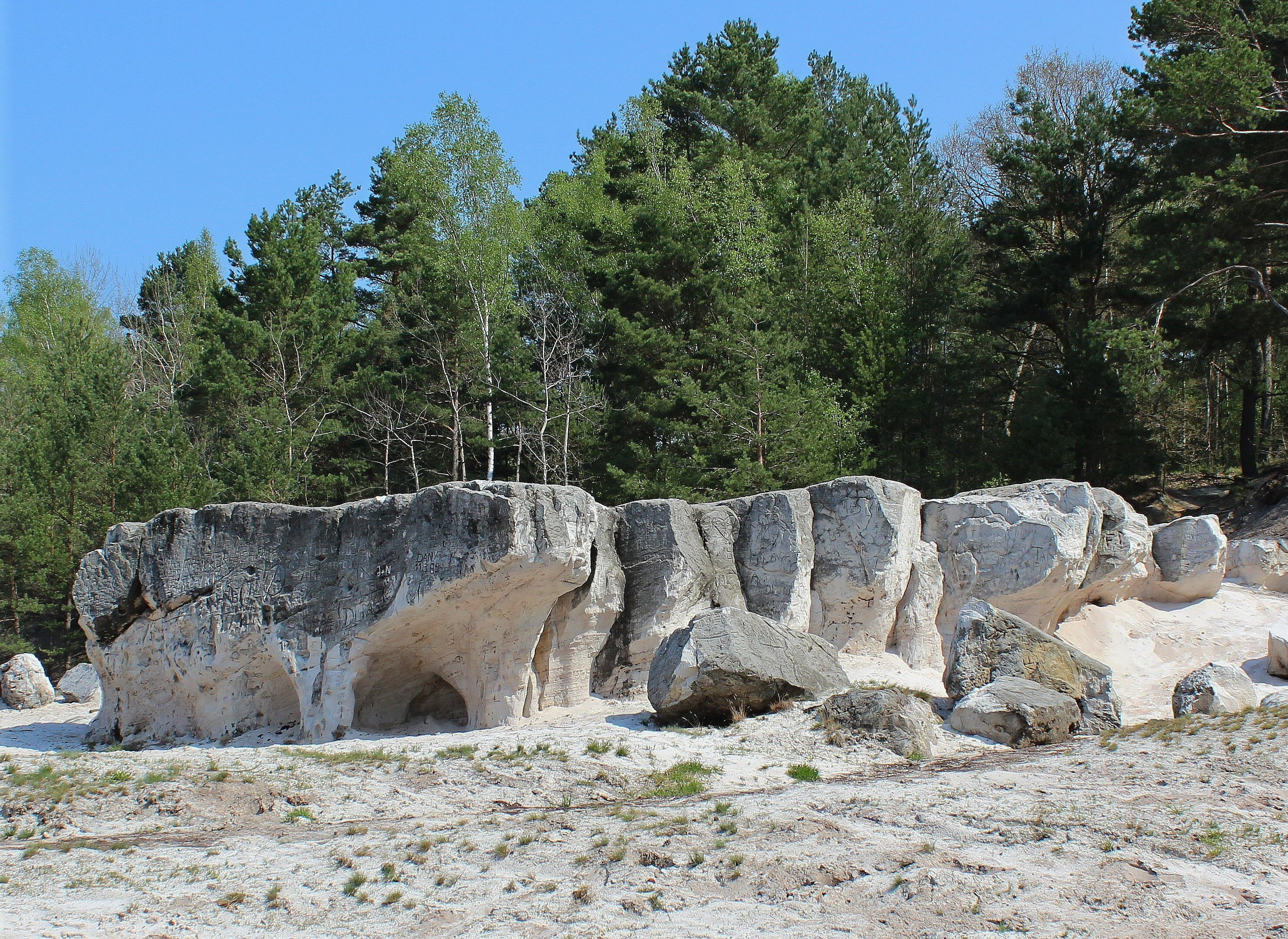
Verkieselte miozäne Quarzsande in der Grube Gotthold in der Liebenwerdaer Heide, Niederlausitz

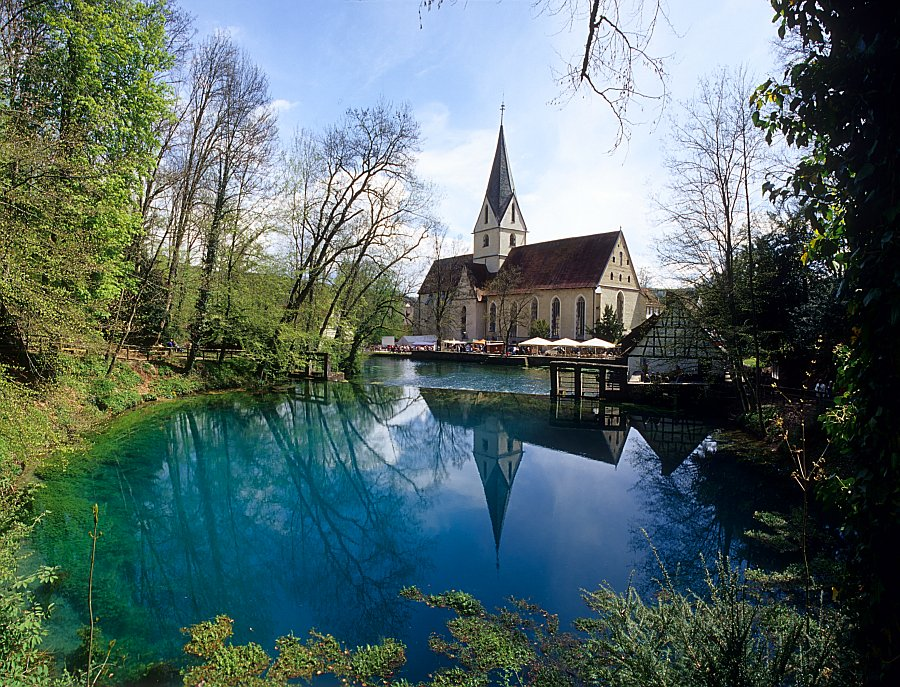
Karstquelle Blautopf in Blaubeuren, Schwäbische Alb

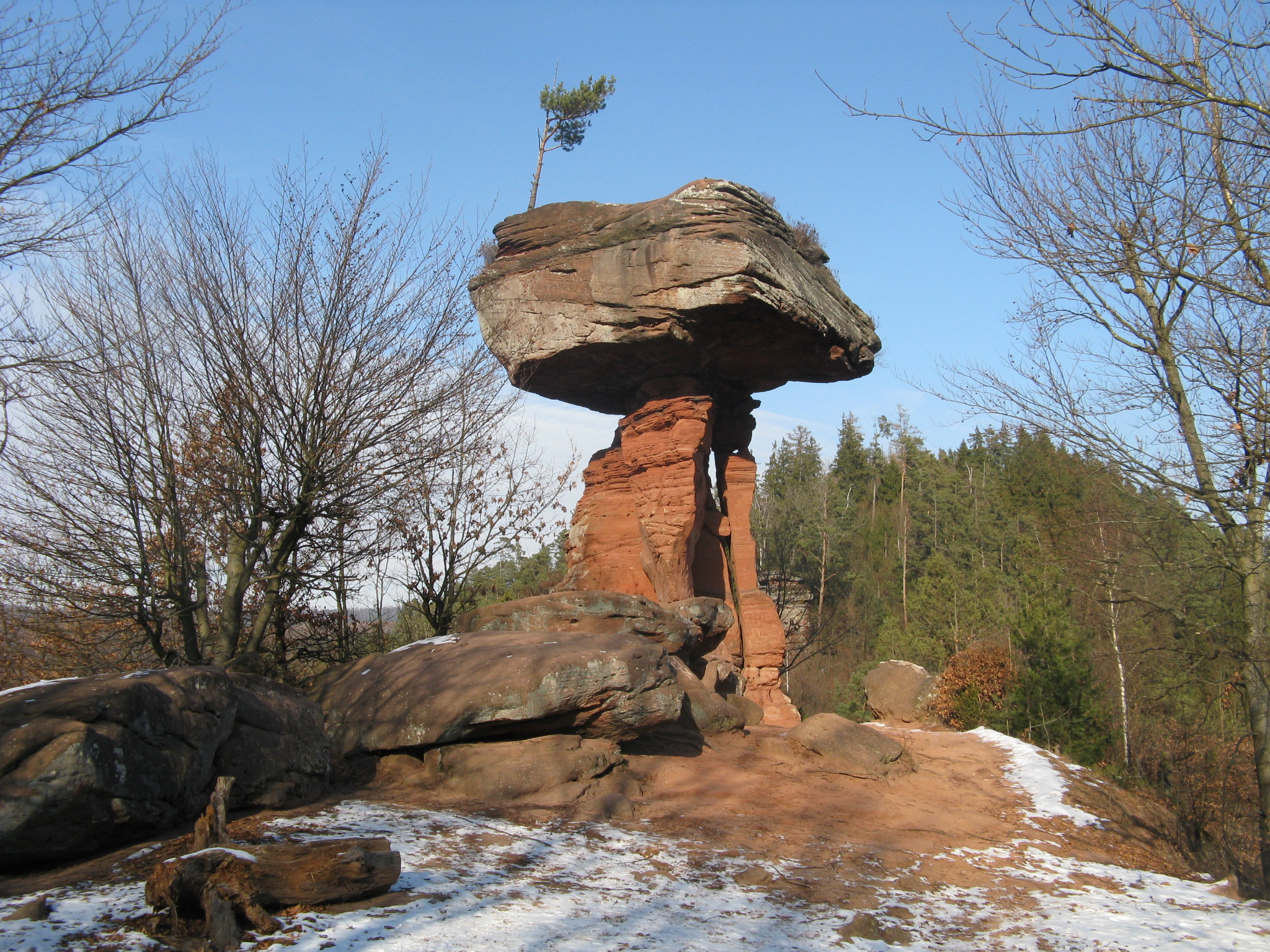
Teufelstisch bei Hinterweidenthal im Pfälzer Wald, ein Pilzfelsen aus Sandsteinen der frühen Trias

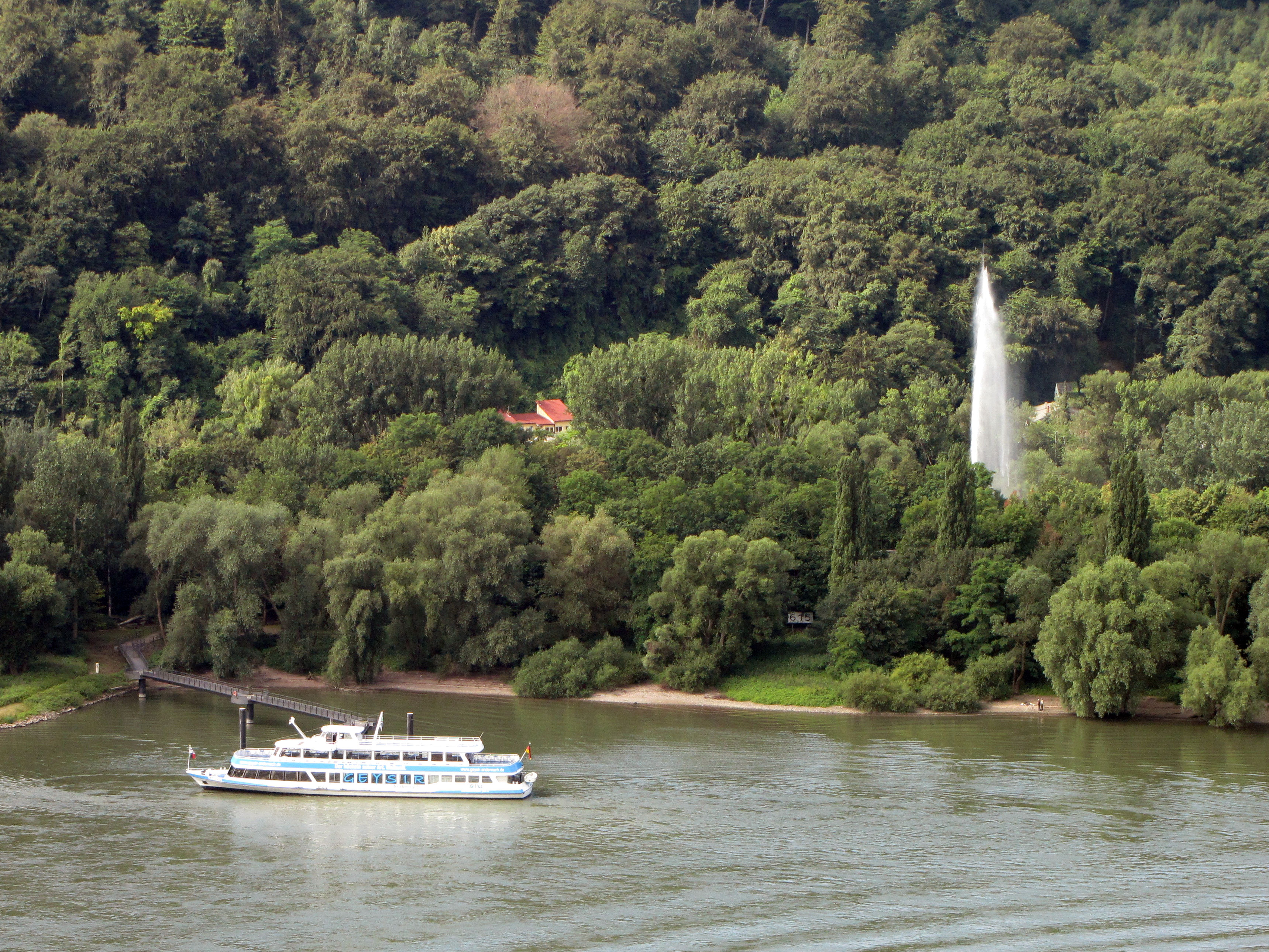
Der Kaltwassergeysir bei Andernach in der Eifel

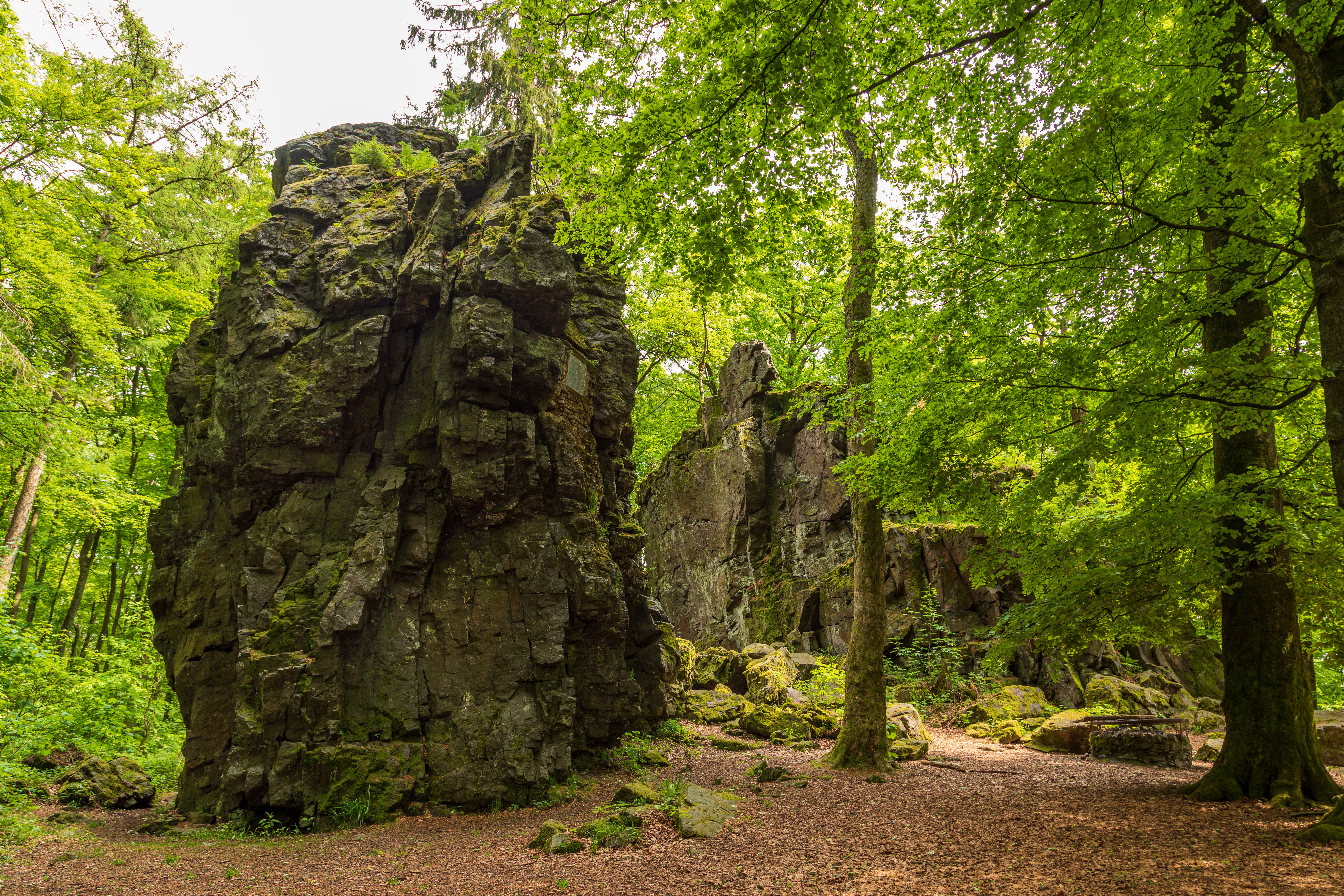
Die Wilhelmsteine bei Wallenfels im Lahn-Dill-Kreis

Ein Geotop (der oder das; von griechisch γῆ gé „Erde“ und τόπος topos „Ort“) ist ein Gebilde der unbelebten Natur, das Einblicke in die Erdgeschichte, einschließlich der Entstehung und Entwicklung des Lebens auf der Erde, vermittelt.

## Beschreibung
Geotope sind außerordentlich vielgestaltig. Es kann sich um markante, auffällige Felsformationen handeln, aber auch um eher unauffällige, versteckte Gesteinsaufschlüsse. Solche Aufschlüsse können Fundstellen von Mineralen und Fossilien sein. Sie können künstlich, d. h. vom Menschen angelegt (z. B. Steinbrüche), oder natürlich entstanden sein. Natürliche Aufschlüsse liefern, neben den geologischen Informationen, die im freiliegenden Gestein enthalten sind, schon aufgrund ihres bloßen Vorhandenseins oft Informationen zur jüngsten geologischen Vergangenheit und zu oberflächenformenden Prozessen in ihrer Region. Dazu gehören z. B. Höhlen oder Schluchten. Auch andere geomorphologische Elemente (Dolinen, Geröllhalden) zählen zu den Geotopen, ebenso wie hydrologische Phänomene (z. B. Quellen). Die Dimensionen von Geotopen schwanken im Bereich von wenigen  bis zu mehreren hundert Metern.
Als schutzwürdig werden diejenigen Geotope angesehen, die eine besondere erdgeschichtliche Bedeutung, Seltenheit, Eigenart oder Ästhetik besitzen. Für wissenschaftliche und pädagogische Arbeiten, für Natur- und Heimatkunde sowie für den Geotourismus sind sie Objekte von besonderem Wert – sogenannte Geoarchive oder „Fenster zur Erdgeschichte“. Der Geotopschutz ist ein Fachbereich des Naturschutzes, der sich mit der Erhaltung und Pflege schutzwürdiger Geotope befasst. Häufig werden Geotope als flächenhafte Naturdenkmale ausgewiesen. Sie stehen damit unter gesetzlichem Schutz und unterliegen ähnlichen Schutzbestimmungen wie Naturschutzgebiete.
Darüber hinaus können in Abhängigkeit von den jeweiligen rechtlichen Grundlagen in den einzelnen Bundesländern Geotope auch beispielsweise auf Grundlage des Denkmalschutzgesetzes oder des Bodenschutzgesetzes ausgewiesen werden.
Eine spezielle Form des Geotourismus ist die Nutzung geschützter Geotope als Zielpunkte beim Geocaching. Diese sogenannten Earthcaches dienen der spielerischen Vermittlung von Wissen um geologische Prozesse.

## Tag des Geotops
Der Tag des Geotops wurde im Jahr der Geowissenschaften 2002 erstmals am 6. Oktober deutschlandweit durchgeführt und findet seitdem alljährlich am dritten Sonntag im September statt. An dem Aktionstag werden der breiten Bevölkerung Orte von erdgeschichtlicher Bedeutung vorgestellt, an denen man die Entwicklung der Erde und des Lebens nachvollziehen kann: geologisch herausragende und sehenswerte Aufschlüsse, Landschaftsformen, Findlinge, Quellen und Höhlen.
Der Aktionstag wird von der Fachsektion GeoTope und GeoParks der Deutschen Geologischen Gesellschaft – Geologischen Vereinigung (DGGV), gemeinsam mit der Akademie der Geowissenschaften zu Hannover (AGH) und der Paläontologischen Gesellschaft (PG), in Zusammenarbeit mit den Geologischen Diensten der Länder organisiert; Auch die GeoUnion Alfred-Wegener-Stiftung unterstützt die Werbung für die Veranstaltungen. Unter Mithilfe von fachkundigen Behörden, Geoparks, Universitäten, Vereinen und Gruppen wird eine Vielzahl von Aktionen angeboten – darunter Exkursionen, Führungen zu Geotopen und Besucherbergwerken, Begehungen von Lehrpfaden und Museumsführungen. Seit mehreren Jahren wird das Programm des Tages des Geotops auf einer Unterseite der Webpräsenz der DGGV mit eigener Internetadresse (www.tag-des-geotops.de) angekündigt (siehe Weblinks).

## Geotope in Deutschland
Seit den 1990er Jahren wurden in Deutschland auf Landesebene zahlreiche Geotop-Bestandsaufnahmen publiziert und Geotopkataster erstellt. Da sich die Herangehensweisen bei der Dokumentation der Kartierungen, z. B. hinsichtlich der Geotopklassifikation, traditionell von Bundesland zu Bundesland unterscheiden, haben die Abteilungen für Geotopschutz der Geologischen Landesämter 1996 die Arbeitsanleitung Geotopschutz in Deutschland als methodische Grundlage zur Schaffung eines bundesweiten Netzwerkes der wichtigsten Geotope erarbeitet. 2019 erschien die 2. Auflage der aktualisierten und ergänzten Arbeitsanleitung für Geotopschutz in Deutschland, in der neue Geotoptypen beschrieben wurden. Ergänzt wurde die aktualisierte Arbeitsanleitung durch ein umfangreiches Glossar der Geotoptypen. Ansprechpartner für die Ausweisung von Geotopen und Geotopschutz sind die Staatlichen Geologischen Dienste der einzelnen Bundesländer.
Im Mai 2006 wurde als Ergebnis eines bundesweiten Wettbewerbs 77 Lokalitäten in Deutschland das Prädikat Nationaler Geotop verliehen. 2019 wurde diese Liste erweitert.

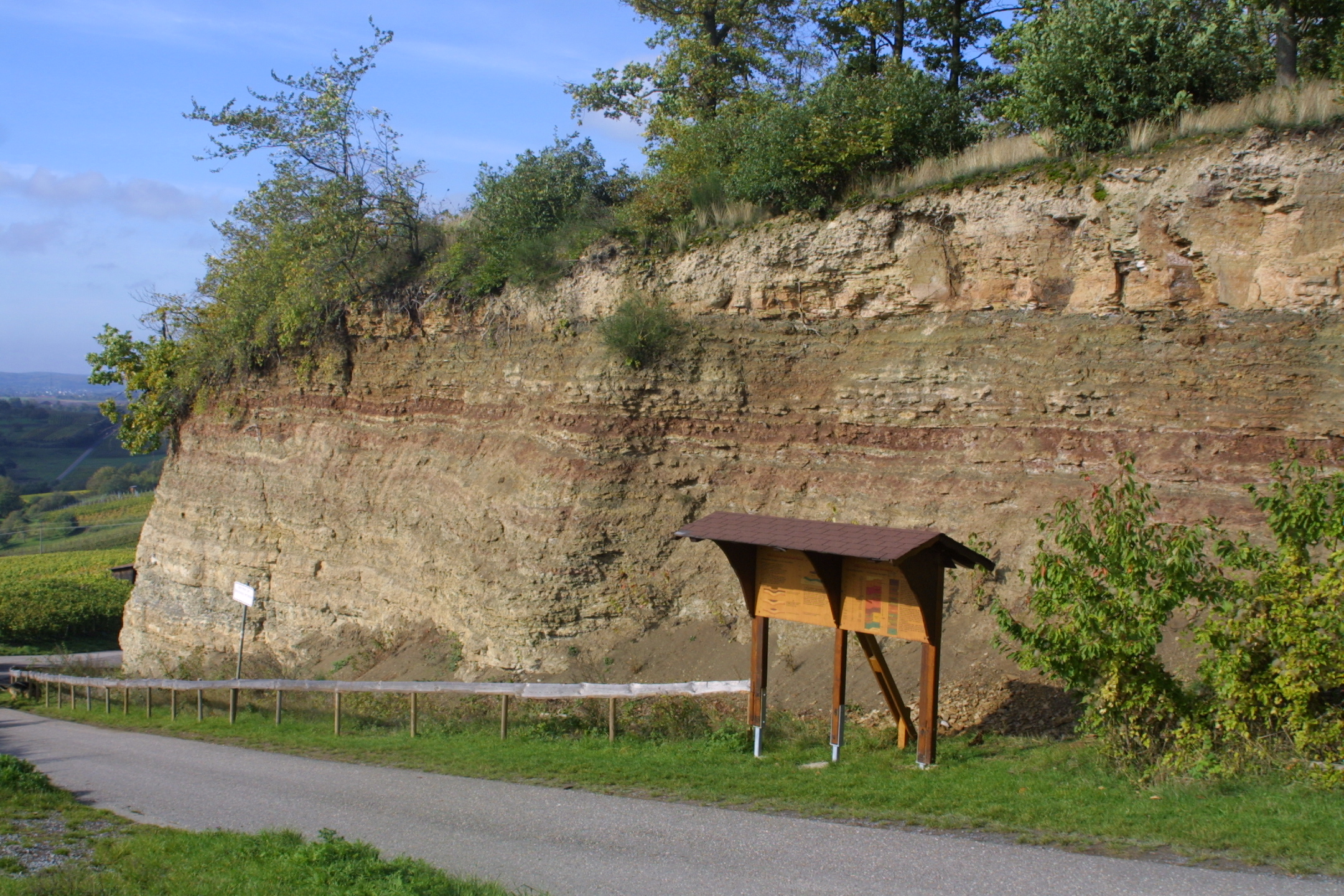
Oberderdinger Horn (Aufschluss des Mittelkeupers) bei Oberderdingen im Kraichgau